# Aeroporto di Bergamo-Orio al Serio
L'aeroporto internazionale di Bergamo-Orio al Serio "Il Caravaggio", noto anche col nome commerciale di Milan Bergamo Airport (sigla IATA BGY), è un aeroporto italiano situato nel comune di Orio al Serio, a 5 km di distanza dal centro di Bergamo e 50 km dal centro di Milano; occupa anche porzioni dei comuni di Grassobbio e Seriate.
È una delle tre basi operative principali di Ryanair, assieme all'aeroporto di Dublino e all'aeroporto di Londra-Stansted. Già intitolato all'aviatore Antonio Locatelli, il 23 marzo 2011 viene ufficialmente intitolato al celebre pittore Michelangelo Merisi, detto Il Caravaggio.
Nel 2024 sono transitati 17,4 milioni di passeggeri, confermandolo il terzo scalo italiano per numero di passeggeri. Assieme all'aeroporto di Milano-Malpensa e all'aeroporto di Milano-Linate forma il sistema aeroportuale di Milano con 56,9 milioni di passeggeri (anno 2024), vale a dire il primo sistema aeroportuale in Italia (il secondo sistema aeroportuale italiano è quello di Roma con 53 milioni di passeggeri nel 2024).
Lo scalo è principalmente utilizzato da compagnie aeree a basso costo, per le quali risulta essere il primo in Italia per numero di passeggeri, e per la società di ricerca specializzata britannica Skytrax rientra tra i 10 migliori aeroporti low-cost del mondo nel 2016.

## Storia

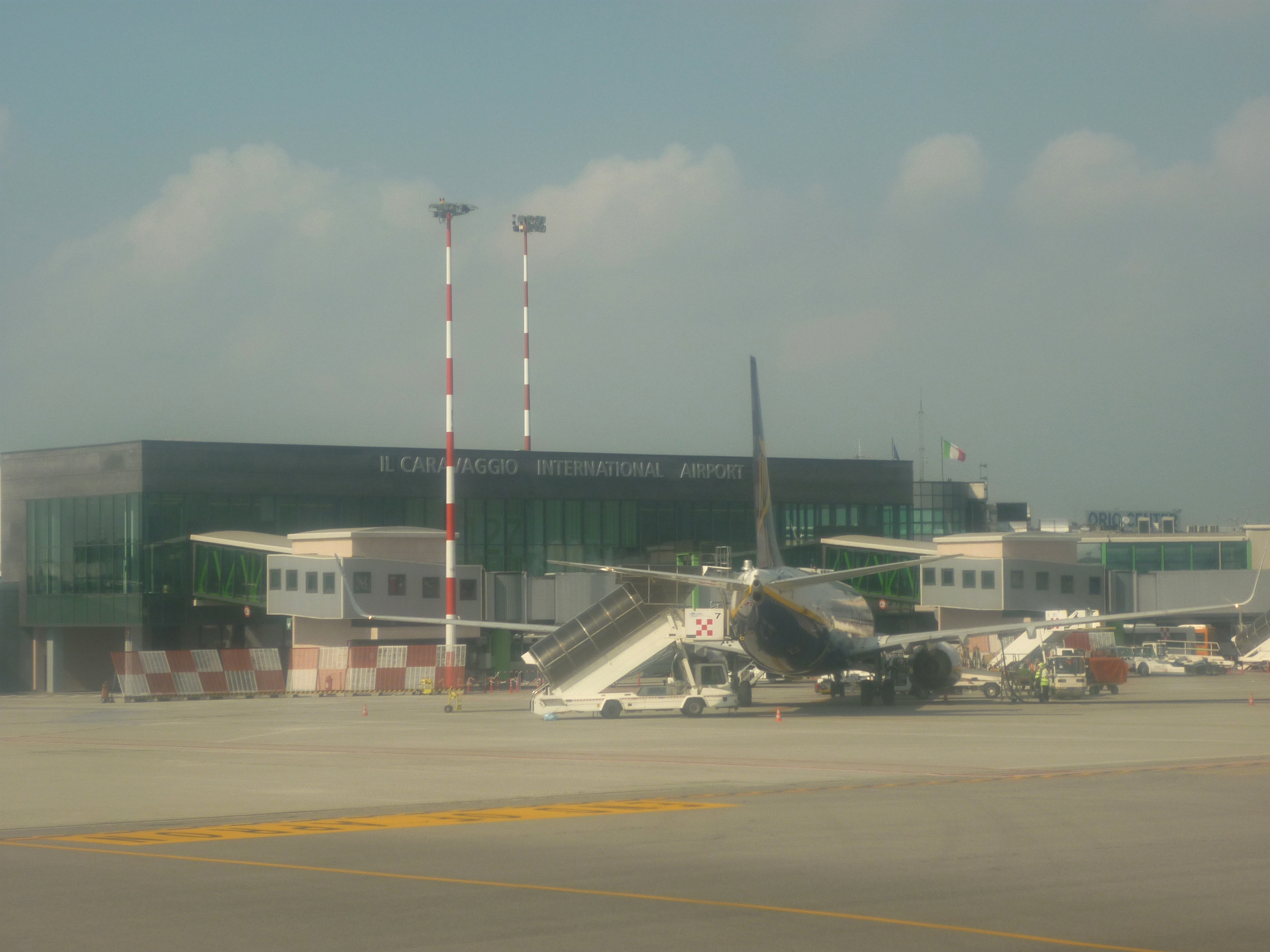
I nuovi terminal dell'aeroporto

L'aeroporto nasce nel 1937 per scopi militari. Nella provincia di Bergamo esistevano campi di volo già dal 1911 (a Osio Sotto) e ne vennero costruiti altri durante la prima guerra mondiale.
Nel 1953 vi rinasce il 13º Gruppo caccia.
Nel 1949 istituti bancari, gruppi commerciali ed enti locali costituirono un comitato per dotare Bergamo di un aeroporto civile. La conclusione di questo lungo iter si ebbe il 16 luglio 1970, quando venne costituita la "Società per l'Aeroporto Civile di Bergamo – Orio al Serio".
Nonostante l'opposizione degli enti amministrativi milanesi e della SEA che gestisce gli aeroporti di Linate e Malpensa, il 21 marzo 1972 partì da Orio il primo volo civile diretto all'Aeroporto di Roma-Ciampino, operato dalla compagnia aerea Itavia e inaugurato da varie autorità politiche.
Verso la fine degli anni ottanta, la SEA entrò nel capitale sociale di SACBO per arrivare, nel 1993, fino a una partecipazione del 49,98%.
In concomitanza col progetto Malpensa 2000, era allo studio un piano di ripartizione e riqualificazione degli scali regionali, assegnando a ciascuno una sua specializzazione, mantenendo però flessibilità operativa.

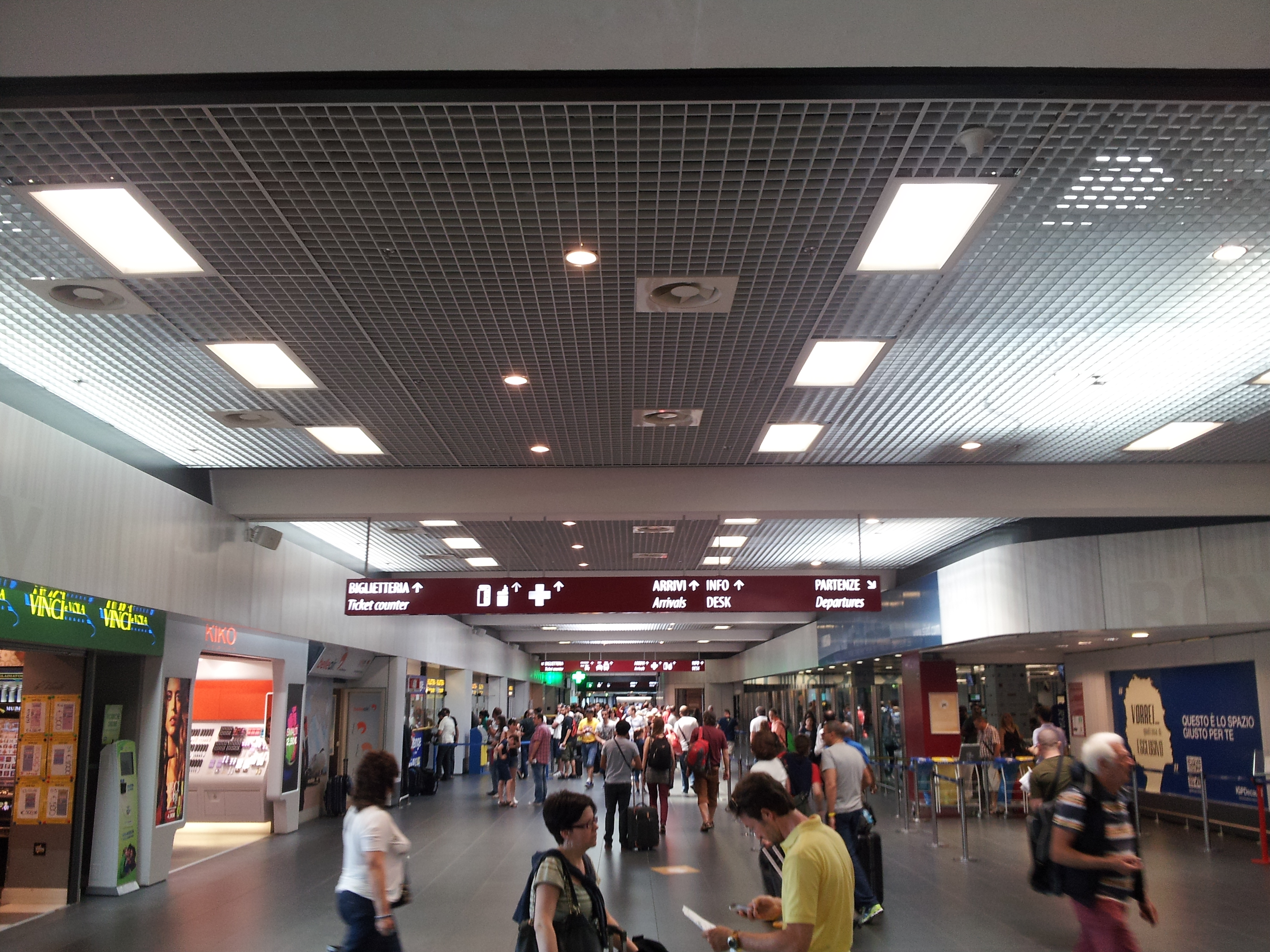
Interno

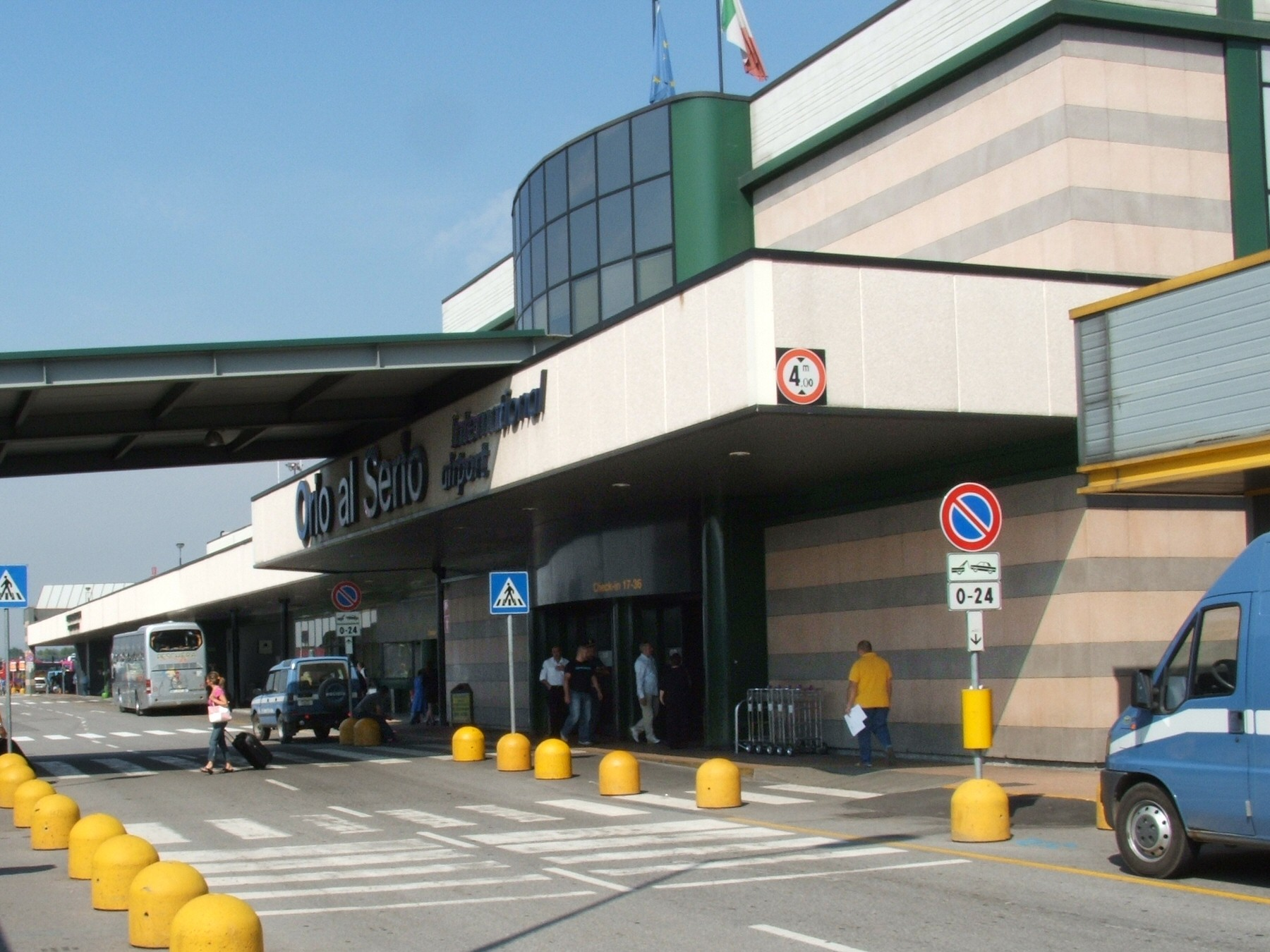
L'ingresso dell'aeroporto, prima dell'ampliamento del 2009

Nel 2001 l'aeroporto ottiene la Certificazione di Qualità ISO 9001 del settore passeggeri.
I presupposti per lo sviluppo di Orio si sono creati nell'agosto 2002, in concomitanza con la chiusura temporanea di Linate per il rifacimento della pista e la deviazione di parte del traffico su Bergamo. In quest'occasione lo scalo ha saputo dimostrare di essere pronto e attrezzato per supportare volumi di traffico di gran lunga superiori al milione di passeggeri l'anno raggiunto nel 1999.
Nel 2003, con l'arrivo prima di Ryanair e poi di altri vettori a basso costo, Orio al Serio incomincia a crescere in modo esponenziale e, nel giro di poco tempo, diventa il più importante scalo italiano dei voli low cost. Nel 2009 da Orio sono passate 7 160 008 persone, diventando il 4º scalo italiano per numero di passeggeri.
Nel dicembre 2009 è stato inaugurato l'ampliamento della zona commerciale del terminal passeggeri, con nuovi servizi, negozi e punti ristoro.
Il 23 marzo 2011 l'Ente nazionale per l'aviazione civile (ENAC), delibera l'intitolazione dell'aerostazione all'artista Michelangelo Merisi, conosciuto in tutto il mondo come Caravaggio. La denominazione ufficiale diviene "Il Caravaggio International Airport".

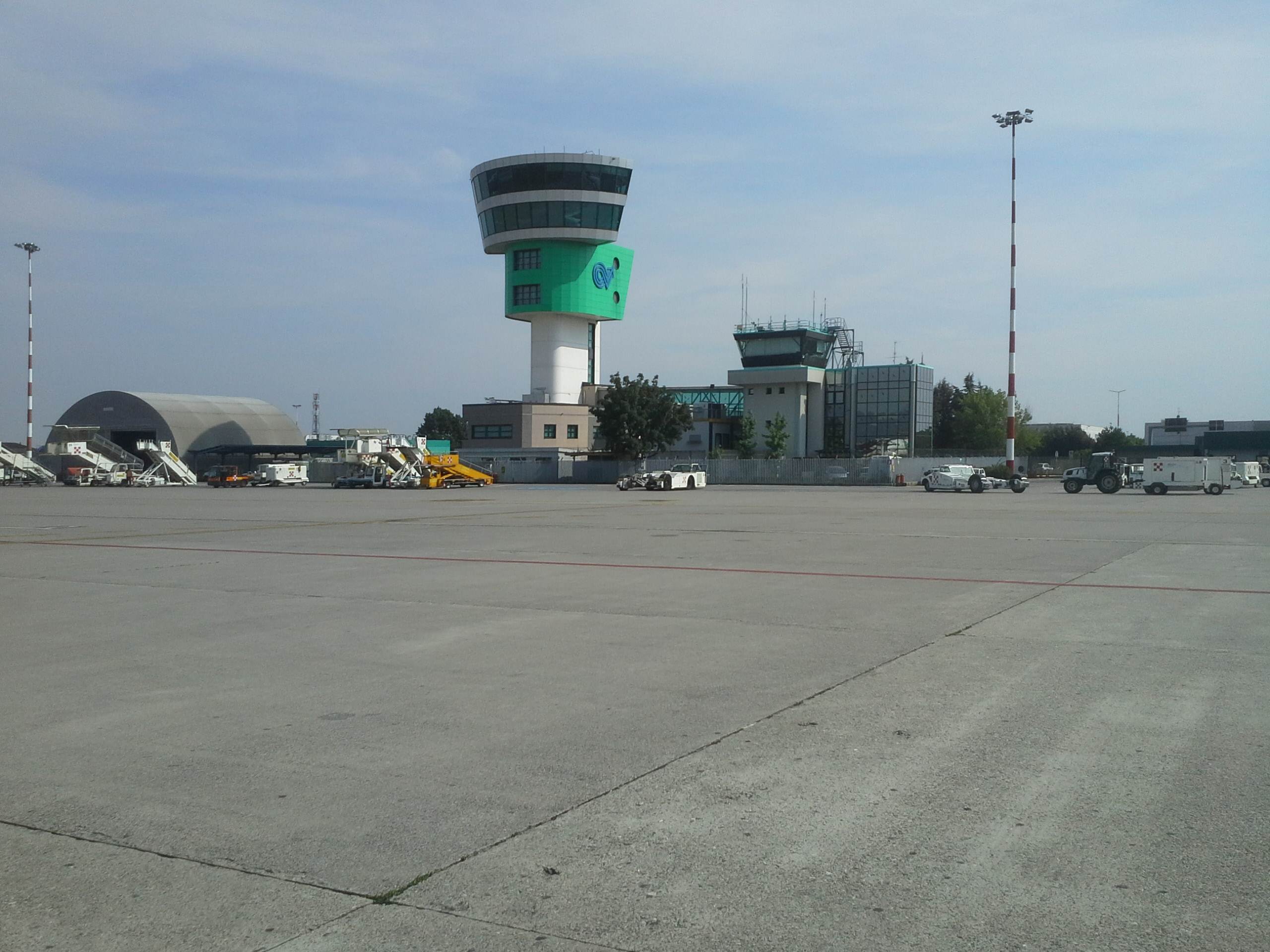
La torre di controllo gestita da ENAV

Nel 2014 l'aeroporto ha visto una fase di sviluppo notevole a partire dal riammodernamento delle infrastrutture.
L'aeroporto ha chiuso al traffico aereo dal 13 maggio al 2 giugno per i lavori di rifacimento della pista, la realizzazione del nuovo piazzale nord e le relative vie di rullaggio, nonché la modifica ai raccordi già presenti. Sempre nel 2014 sono incominciati i lavori di ammodernamento e ingrandimento dell'aerostazione lato arrivi. I lavori precedenti, quelli del 2009, avevano interessato solo l'ingrandimento del settore partenze; il nuovo intervento ha interessato l'intera zona degli arrivi, completamente rinnovata, ed è stato realizzato un piano rialzato che collegandosi con il settore partenze ne prolunga la dimensione. Questo ha portato alla crescita dei gates d'imbarco, renumerati in base alle destinazioni: Schengen (A) o extra-Schengen (B), e la realizzazione di nuove attività commerciali. Con la nuova struttura sono stati realizzati 3 nuovi ponti di imbarco fissi, uno dei quali alla sua sommità ospita l'ufficio del coordinamento di scalo garantendo la vista sul piazzale di propria competenza.
Nel dicembre 2015 l'aeroporto ha superato i 10 milioni di passeggeri trasportati in un anno portando l'aeroporto in 3ª posizione nella classifica degli aeroporti italiani per traffico passeggeri. I principali motivi di questo notevole incremento sono la continua aggregazione di voli e compagnie aeree; per esempio le più recenti sono Pobeda Airlines, gruppo low-cost di Aeroflot, che ha aperto un collegamento giornaliero tra Bergamo e l'Aeroporto di Mosca-Vnukovo.
A gennaio 2019 sono partiti i lavori per l'ampliamento della zona dedicata ai voli extra-Schengen, che sono terminati nel dicembre del 2021.
Dal 27 luglio al 27 ottobre 2019 lo scalo bergamasco, oltre al proprio traffico ordinario, ha accolto anche parte dei voli normalmente in programma all'aeroporto di Milano-Linate (parte dei voli Alitalia, i voli Blue Panorama e l'attività di aviazione generale), chiuso durante tale periodo per permettere lo svolgimento di importanti lavori di ammodernamento.
L'aeroporto ha sfiorato i 16 milioni di passeggeri nel 2023. Sono previste espansioni della struttura e un collegamento ferroviario con la stazione di Bergamo per il 2026.

## Servizi aeroportuali

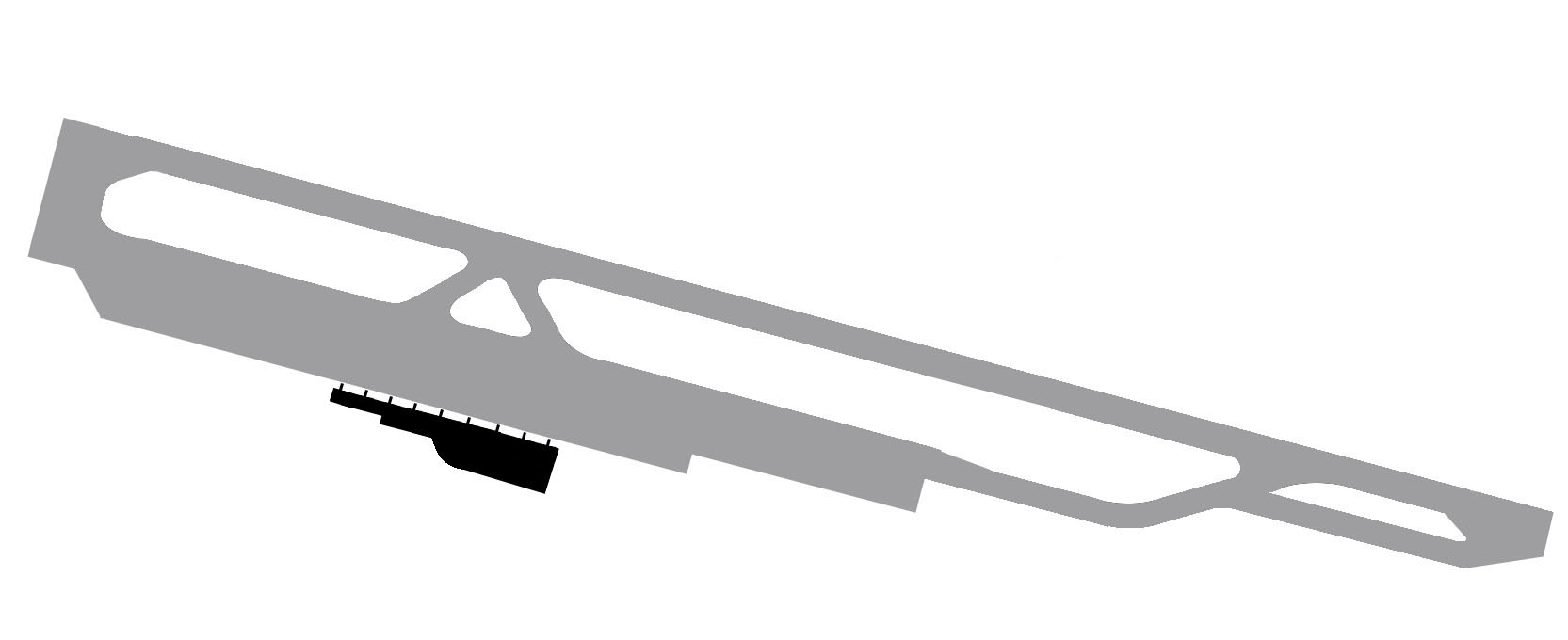
Mappa dell'aeroporto

I servizi aeroportuali hanno da marzo 2007 visto SACBO perdere il monopolio e avere il primo concorrente privato. Dopo una parentesi con "ASA Handling" che da marzo a giugno 2007 si è occupata di assistenza aeromobili e passeggeri TUI Fly. Da settembre 2007 "A.G.S. Handling" fornisce servizi di handling a una serie di vettori sia passeggeri sia cargo, in aggiunta ai servizi di assistenza forniti da "BGY International Services" (attiva dal 1º gennaio 2017 e controllata al 100% da SACBO); la quale ha come clienti principali: Ryanair, Pobeda, Blue Air e Luke Air.

## Servizi di sicurezza
I servizi di sicurezza sono appaltati a una società di vigilanza non armata. Presso l'aeroporto operano la Polizia di Stato e la Guardia di Finanza.

## Servizio antincendio
Il Servizio di soccorso antincendio aeroportuale ARFF (Aircraft Rescue and Fire Fighting) è garantito dal Corpo Nazionale dei Vigili del Fuoco. All'interno dell'aeroporto è presente la sede del Distaccamento Aeroportuale di Orio al Serio che dipende dal Comando Provinciale dei Vigili del Fuoco di Bergamo.

## Traffico e statistiche
| Anno | Passeggeri           | Movimenti        | Cargo (tonnellate) |
| ---- | -------------------- | ---------------- | ------------------ |
| 2005 | 4 356 143            | 51 635           | 136 339            |
| 2006 | 5 244 794 (+20,4%)   | 56 358 (+9,1%)   | 140 630 (+3,1%)    |
| 2007 | 5 741 734 (+9,5%)    | 61 364 (+8,9%)   | 134 449 (-4,4%)    |
| 2008 | 6 482 590 (+12,9%)   | 64 390 (+4,9%)   | 122 398 (-9,0%)    |
| 2009 | 7 160 008 (+10,4%)   | 65 314 (+1,4%)   | 100 354 (-18,0%)   |
| 2010 | 7 661 061 (+7,2%)    | 67 167 (+6,3%)   | 106 050 (+6,5%)    |
| 2011 | 8 419 948 (+9,7%)    | 71 514 (+5,7%)   | 112 556 (+5,3%)    |
| 2012 | 8 890 720 (+5,6%)    | 74 220 (+3,8%)   | 117 005 (+4,0%)    |
| 2013 | 8 964 376 (+0,8%)    | 71 742 (-3,3%)   | 116 112 (-0,8%)    |
| 2014 | 8 774 256 (-2,12%)   | 67 674 (-5,67%)  | 123 206 (+6,11%)   |
| 2015 | 10 305 158 (+18,5%)  | 74 447 (+12,14%) | 120 933 (-1,27%)   |
| 2016 | 11 159 631 (+7,3%)   | 79 953 (+5,1%)   | 117 765 (-2,7%)    |
| 2017 | 12 336 137 (+10,5%)  | 86 113 (+7,7%)   | 125 948 (+6,9%)    |
| 2018 | 12 938 572 (+4,9%)   | 89 533 (+4%)     | 123 032 (-2,3%)    |
| 2019 | 13 857 257 (+7,1%)   | 95 377 (+6,5%)   | 118 964 (-3,3%)    |
| 2020 | 3 833 063 (-72,3%)   | 38 668 (-59,5%)  | 51 543,1 (-56,7%)  |
| 2021 | 6 467 296 (+68,7%)   | 51 879 (+34,2%)  | 26 044 (-49,5%)    |
| 2022 | 13 155 806 (+130,4%) | 88 846 (+71,3%)  | 20 827 (-20%)      |
| 2023 | 15 974 451 (+21,4%)  | 101 765 (+14,5%) | 21 105 (+1,3%)     |
| 2024 | 17 353 573 (+8,6%)   | 109 971 (+8,1%)  | 22 964,4 (+8,8%)   |

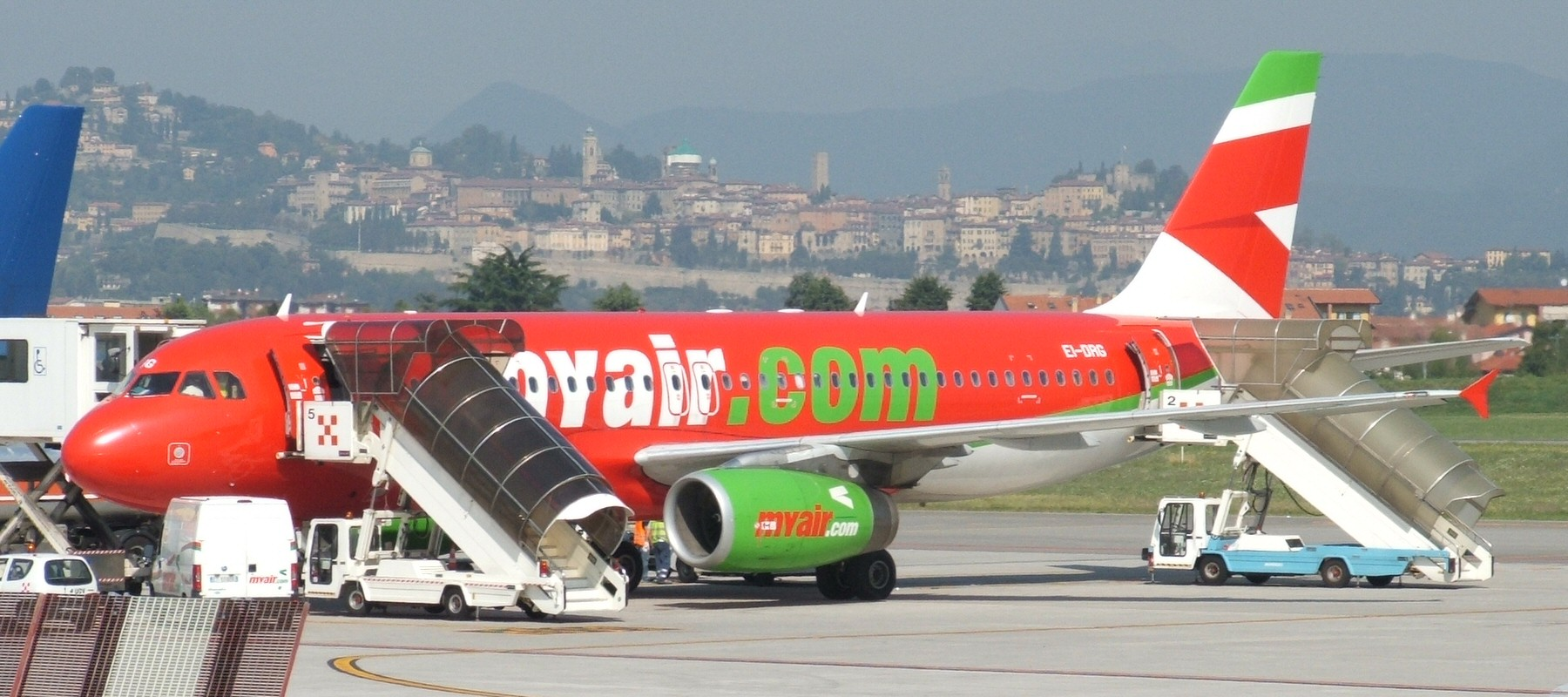
Un Airbus A320. Sullo sfondo Città Alta.

Nota: durante l'anno 2014, l'aeroporto è stato chiuso per rifacimento pista dal 13 maggio al 2 giugno.
| Posizione | Città         | Passeggeri (posizione rispetto anno 2014) |
| --------- | ------------- | ----------------------------------------- |
| 1         | Bari          | 220 236 (=)                               |
| 2         | Cagliari      | 197 884 (=)                               |
| 3         | Palermo       | 189 291 (+3)                              |
| 4         | Lamezia Terme | 186 135 (-1)                              |
| 5         | Catania       | 185 522 (=)                               |
| 6         | Brindisi      | 184 290 (-2)                              |
| 7         | Trapani       | 119 471 (=)                               |
| 8         | Alghero       | 91 414 (=)                                |

| Posizione | Aeroporto                                                              | Passeggeri |
| --------- | ---------------------------------------------------------------------- | ---------- |
| 1         | Aeroporto di Bucarest-Henri Coandă, Romania                            | 349 424    |
| 2         | Aeroporto di Barcellona-El Prat, Spagna                                | 313 820    |
| 3         | Aeroporto di Lisbona, Portogallo                                       | 244 752    |
| 4         | Aeroporto di Bruxelles-Charleroi, Belgio                               | 237 734    |
| 5         | Aeroporto Internazionale di Dublino, Irlanda                           | 224 083    |
| 6         | Aeroporto di Madrid-Barajas, Spagna                                    | 215 544    |
| 7         | Aeroporto di Sofia, Bulgaria                                           | 208 557    |
| 8         | Aeroporto di Budapest-Ferihegy, Ungheria                               | 203 220    |
| 9         | Aeroporto di Copenaghen, Danimarca                                     | 185 412    |
| 10        | Aeroporto di Suceava, Romania                                          | 177 775    |
| 11        | Aeroporto di Praga-Ruzyně, Repubblica Ceca                             | 175 835    |
| 12        | Aeroporto di Valencia, Spagna                                          | 174 387    |
| 13        | Aeroporto di Colonia-Bonn, Germania                                    | 166 362    |
| 14        | Aeroporto di Beauvais Tillé, Francia                                   | 161 248    |
| 15        | Aeroporto di Berlino-Brandeburgo, Germania                             | 152 041    |
| 16        | Aeroporto di Eindhoven, Paesi Bassi                                    | 151 477    |
| 17        | Aeroporto di Ibiza, Spagna                                             | 144 041    |
| 18        | Aeroporto di Timișoara-Traian Vuia, Romania                            | 143 327    |
| 19        | Aeroporto Internazionale di Cracovia-Balice-Giovanni Paolo II, Polonia | 138 495    |
| 20        | Aeroporto di Porto, Portogallo                                         | 134 618    |

## Accessibilità
L'aeroporto è raggiungibile con molti mezzi di trasporto:

### In autobus
Diverse società pubbliche e private offrono collegamenti autobus da e per l’aeroporto:
- Dalla città di Bergamo: navette ogni 30 minuti (Linea 1 Aeroporto) gestite da ATB.[23]
- Dalla stazione di Milano Centrale: navette ogni 30 minuti operate da Orioshuttle (Linea Milano Centrale – BGY), con fermate intermedie a Cascina Gobba e Cologno Monzese.[24]
- Da Monza (zona Falcone e Borsellino): navette gestite da Locatelli/Orioshuttle, 7 corse giornaliere.[25]
- Da Aeroporto di Milano-Malpensa (Terminal 1 e 2): navette Locatelli/Orioshuttle, 7 corse giornaliere.[26]
- Dall'autostazione CIBA di Brescia: servizio gestito da Autostradale.[27]
- Sono disponibili collegamenti di lunga percorrenza con Flixbus verso molte città italiane.[28]
- Il vettore Terravision offre corse da/per Milano centro e Bergamo.[29]
- Orio shuttle opera anche collegamenti diretti da/per Aeroporto di Malpensa.[30]
- Il servizio Arriva Italia effettua fermata presso l’aeroporto nella tratta Milano–Bergamo–Boario Terme–Edolo–Tonale.[31]
- Flibco offre un servizio navetta dedicato tra Milano e l’aeroporto di Bergamo, con partenze frequenti, biglietti acquistabili online e opzioni flessibili per cancellazioni.[32]

I biglietti sono acquistabili online, presso i punti vendita in aeroporto o a bordo; le tariffe e gli orari sono consultabili sul sito ufficiale dell’aeroporto.

### In auto
Autostrada A4 Milano-Venezia, uscita di Bergamo o Seriate. Accanto all'aerostazione sono presenti 3 parcheggi scoperti e 2 coperti. In totale, ci sono circa 8000 posti auto. Tra questi parcheggi, nessuno è direttamente collegato al terminal. Il più vicino, infatti, si trova, approssimativamente, a 2 minuti a piedi mentre l'opzione a più basso costo è a 1 km dall'aeroporto ed è collegata al terminal grazie ad un servizio di bus navetta incluso nel costo della prenotazione. All'uscita degli arrivi è possibile noleggiare un'auto con autista oppure è possibile noleggiare un'auto presso le diverse società di noleggio presenti in aeroporto.

### In treno
Da febbraio 2024 sono iniziati i lavori di costruzione della tratta ferroviaria di collegamento con la stazione di Bergamo, con completamento previsto per la fine del 2026.

## Incidenti
- Il 9 aprile 1975 un Fokker F28 marche I-TIDA in fase di partenza dall'aeroporto di Bergamo per il volo IH-770, stallò poco dopo il decollo toccando terra e uscendo di pista (l'allora 11); non ci furono vittime. Si trattò del 5º incidente di Itavia prima del più celebre legato a Ustica.
- L'8 febbraio del 1989 un Boeing 707 della Independent Air operante il volo 1851 decollato da Orio e diretto a Santo Domingo per un'incomprensione tra torre ed equipaggio si schiantò contro il Pico Alto, una montagna dell'isola di Santa Maria dell'arcipelago delle Azzorre, al largo del Portogallo. Nessun superstite delle 144 persone a bordo.
- Il 1º luglio 2002 il volo cargo DHL 611, Boeing 757-200 registrato come A9C-DHL partito dall'aeroporto di Bergamo Orio al Serio entra in collisione alle 21:35 alla quota di 34890 ft con il volo Bashkirian Airlines 2937, Tupolev Tu-154M registrato RA-85816, in volo da Mosca a Barcellona con 60 passeggeri a bordo di cui 45 bambini, sopra Überlingen (Germania). Nessun sopravvissuto delle persone a bordo dei due velivoli. L'incidente del volo 2937 della Bashkirian Airlines è stato analizzato nell'episodio Collisione ad alta quota della seconda stagione del documentario Indagini ad alta quota trasmesso da National Geographic Channel e nell'episodio Morte ad alta quota della quarta stagione del documentario Quei secondi fatali trasmesso da National Geographic Channel.
- Il 30 ottobre 2005[37] un Let L410 con marche 9A-BTA della compagnia cargo Trade Air operante per conto di DHL in partenza alle 22:05 per Zagabria precipita poco dopo il decollo a seguito di uno spostamento del carico per una virata troppo accentuata, schiantandosi in un campo agricolo nel comune di Azzano San Paolo. Uniche vittime l'equipaggio di tre persone.[38]
- Nella notte fra il 4 e il 5 agosto 2016 il Boeing 737-400 con marche HA-FAX della ASL Airlines Hungary e operante il volo cargo 7332 per conto della DHL, per i forti venti del temporale in corso in quel momento slittava in fase di atterraggio sulla pista bagnata e, dopo avere travolto le recinzioni dell'aeroporto, si fermava sulla tangenziale che passa davanti alla fine della pista 28. I 2 uomini dell'equipaggio riportavano traumi e contusioni a causa degli urti, ma non venivano fortunatamente coinvolte le poche vetture con gli automobilisti che stavano percorrendo la strada in quel momento.[39]
- Il 1º ottobre 2024 il Boeing 737 MAX 8-200 con marche EI-IGI di Ryanair operante il volo FR846 proveniente dall'aeroporto di Barcellona El Prat è stato coinvolto in un incidente in fase di atterraggio, dove a seguito dello scoppio dei quattro pneumatici dei carrelli posteriori il velivolo si è arrestato sulla pista, danneggiando oltre 450 metri della stessa. Nessuna conseguenza per passeggeri ed equipaggio.[40]
- L'8 luglio 2025 un uomo di 35 anni è morto dopo essere stato risucchiato da un motore di un Airbus A319 in rullaggio per il decollo; l'uomo ha raggiunto la pista passando attraverso una porta antincendio del Terminal.[41]